# Erich Schmiedicke

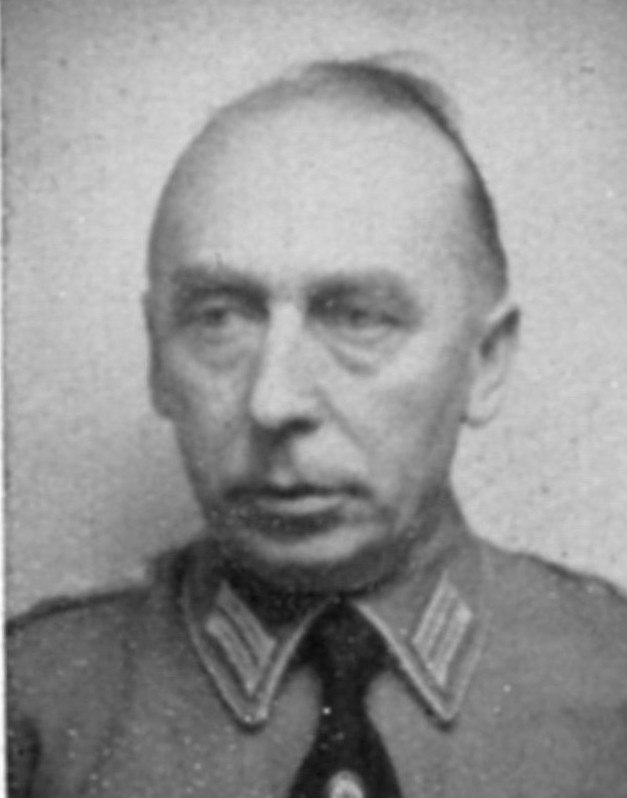
Erich Schmiedicke, um 1933

Erich Karl Traugott Schmiedicke (* 13. Mai 1887 in Neustettin; † 9. Februar 1970 in Heidelberg) war ein deutscher Politiker (NSDAP). Schmiedicke war u. a. von Juli 1933 bis 1945 Oberbürgermeister von Guben sowie ein hoher Funktionär in der SA. 

## Leben und Wirken

### Frühes Leben
Erich Schmiedicke war der Sohn des Schornsteinfegermeisters und Branddirektors Julius Schmiedicke (* 1857) und dessen Ehefrau Anna, geb. Neubauer (* 1864). Nach dem Besuch der Volksschule und des Gymnasiums in Neustettin wurde Schmiedicke zum Schiffsoffizier auf deutschen und englischen Segelschiffen ausgebildet.
Von 1910 bis 1912 war Schmiedicke Offizier der australischen Handelsmarine. Außerdem besuchte er die Nautical Academy im australischen Sydney. Nach seiner Rückkehr nach Deutschland gehörte Schmiedicke vom 1. Oktober 1912 bis 1913 als Einjährig-Freiwilliger der kaiserlichen Marine an. Er kam zur Torpedo-Division. Im März 1914 erwarb er das deutsche Steuermannsexamen, um anschließend bis zum Kriegsausbruch der deutschen Handelsmarine als Schiffsoffizier anzugehören.
Vom 2. August 1914 bis zum Kriegsende 1918 nahm Schmiedicke als Leutnant zur See der Reserve (1914) und später Oberleutnant zur See der Reserve des Seeoffizierskorps (Patent zum 17. September 1917) bei der Mittelmeerdivision und dem Oberkommando der deutschen Streitkräfte in der Türkei am Ersten Weltkrieg teil.

### Weimarer Republik
Von 1919 bis 1930 war Schmiedicke selbstständiger Kaufmann in Berlin. 1922 trat er in die Nationalsozialistische Deutsche Arbeiterpartei (NSDAP) ein und war im gleichen Jahr Mitbegründer der NSDAP-Ortsgruppe Berlin. Bis 1924 war er als SA-Führer in Berlin und Führer der völkischen Turnerschaft im Kampfbund Waldemar. Er war Anhänger von Gregor Strasser.
Nachdem die NSADP im November 1923 verboten worden war, trat Schmiedicke der Partei sofort nach ihrer Neugründung Ende Februar 1925 erneut bei. Er wurde ab dann bis Oktober 1926 stellvertretender Gauleiter von Groß-Berlin der NSDAP. Sein Nachfolger als stellvertretender Gauleiter wurde Kurt Daluege. Zeitgleich war Schmiedicke von Februar 1926 bis Oktober 1926 mit der Führung der Geschäfte des zurückgetretenen Gauleiters von Groß-Berlin, Ernst Schlange, beauftragt.
Von 1931 bis ins Jahr 1932 war Schmiedicke im NSDAP-Gau Brandenburg als Gaugeschäftsführer und Gauinspektor der Gauleitung eingesetzt. Von 1932 bis Anfang Juni 1933 amtierte er dann als stellvertretender Gauleiter des Gaus Ostmark/Kurmark der NSDAP. Von März 1933 an war er zugleich mit der Führung der Geschäfte des Gauleiters des Gaues Brandenburg betraut.

### NS-Zeit
Kurz nach der Ernennung Hitlers zum Reichskanzler im Januar 1933 wurde Schmiedicke bei der Reichstagswahl vom März 1933 in den Reichstag gewählt. Diesem gehörte er anschließend knapp acht Monate lang, bis zu der vorgezogenen Reichstagswahl vom November 1933, als Abgeordneter für den Wahlkreis 4 (Potsdam I) an.
Im Juni 1933 ernannte der preußische Ministerpräsident Hermann Göring Schmiedicke zum Staatskommissar der preußischen Regierung für die Stadt Guben. Die Stadtverordnetenversammlung von Guben wählte Schmiedicke daraufhin am 11. Juli 1933 zum Oberbürgermeister der Gemeinde. Auf seinen Wunsch hin wurde ihm nicht nur die Stadtverwaltung, sondern auch die örtlichen NSDAP-Gliederungen unterstellt. Er löste Heinrich Laß ab, dessen Amtszeit eigentlich noch nicht beendet war und welcher einfach in den Ruhestand versetzt wurde. Schmiedicke blieb bis zum Ende des Zweiten Weltkriegs, also rund zwölf Jahre, Oberbürgermeister von Guben.
Neben seiner Tätigkeit als Oberbürgermeister war Schmiedicke u. a. Vorsitzender des Verkehrsvereins von Guben und Vorsitzender des Komitees zur Organisation des Stadtjubiläums. Der Gauleiter von Brandenburg Wilhelm Kube ernannte ihn schließlich noch zum Kreisleiter des Stadtkreises Guben der NSDAP (1933–1937). 1934 wählte Kube Schmiedicke als seinen stellvertretenden Gauleiter e. h. aus. Damit ging die Berechtigung zum Tragen der Gauleiter-Uniform einher.
Im Juli 1935 wurde Schmiedicke Mitglied des Preußischen Provinzialrates für die Provinzen Brandenburg und Grenzmark Posen-Westpreußen. In der SA erhielt er Anfang November 1938 den Rang eines SA-Standartenführers, wobei er gliederungsmäßig der SA-Standarte 451 (SA-Gruppe Ostmark) zugeteilt wurde.
In der Spätphase des Zweiten Weltkriegs war Schmiedicke als Oberbürgermeister von Guben für die Verteidigung der Stadt verantwortlich. Im Herbst 1944 wurde er in dieser Stellung zum Führer eines Volkssturmbataillons ernannt. Anfang Februar 1945 gab Schmiedricke in aussichtsloser Stellung schließlich die Anordnung zur Räumung der Stadt.

### Nachkriegszeit
Kurz vor oder nach der Besetzung von Guben gelang es Schmiedricke, aus der Stadt zu entkommen und sich nach Westen durchzuschlagen. Im Juni 1945 ließ er sich in Heidelberg nieder. Offiziell wurde er dort als am 17. Juni 1945 von Guben kommend registriert. In den folgenden 25 Jahren lebte Schmiedicke, später ganz offen, als „Oberbürgermeister a. D.“ (unter welcher Bezeichnung das Heidelberger Adressbuch ihn amtlich verzeichnete) in der Stadt, zuletzt mit Wohnsitz in der Keplerstraße 46.
In der zweiten Hälfte der 1940er Jahre wurde Schmiedicke zeitweise von der amerikanischen Besatzungsmacht in Internierungshaft genommen. Seine Entnazifizierung wurde im Rahmen eines Spruchkammerverfahrens im Interniertenlager 75, Kornwestheim, Ludendorffkaserne durchgeführt.

## Archivarische Überlieferung
Im Bundesarchiv Berlin haben sich in der Überlieferung des früheren Berlin Document Centers eine Akte mit Parteikorrespondenz der NSDAP (R 9361-II/1117757) sowie eine SS-Personalakte (R 9361-III/569345) über Erich Schmiedicke erhalten. Außerdem befindet sich in der „Biografischen Sammlung deutscher Parlamentarier“ eine Sammlung von Unterlagen über ihn (B 564/765).
Im Staatsarchiv Ludwigsburg liegt die Spruchkammerakte zu Schmiedicke aus der zweiten Hälfte der 1940er Jahre (EL 903/3 Bü 2245). Außerdem befinden sich hier einige Karteikarten zu Schmiedicke aus der Amerikanischen bzw. aus der Deutschen Interniertenkartei (EL 904/2 Nr 60913; EL 904/6 Nr 5843; EL 904/7 Nr 1405; EL 904/10 Nr 10417).

## Ehe und Familie
Schmiedicke heiratete im November 1933 in Berlin-Schöneberg Margareta Rottengatter, geb. Leipert. Wilhelm Kube fungierte als Trauzeuge.